# Língua amarakaeri
Amarakaeri é uma língua indígena da família das Harakmbut falada no Peru ao longo do rio Madre de Dios e do rio Colorado (Peru). Os falantes apresentam índice de alfabetização menor que 1% nesse idioma, enquanto que em Língua castelhana esse índice é de 5 a 15%. Apresenta um dialeto de nome Kisambaeri, tem um status semi-oficial e já existe dicionário Amarakaeri-Espanhol. As tribos nômades que falam a línguas são Kochimberi, Küpondirideri, Wíntaperi, Wakitaneri e Kareneri. Já houve conceito errôneo de que o Amarakaeri fosse uma língua aruaque, o que foi provado incorreto. Nomes alternativos para língua e seus falantes são Amarakaire, Amaracaire e Mashc (este com sentido pejorativo).

## Escrita
A língua Amarakeari, como aliás todas as línguas indígenas das Américas, tem como única escrita o alfabeto latino devidamente adaptado para a língua:
- São as 5 vogais tradicionais nas formas curta, longa (duplas), breve (c/ barra inferior)
- Entre as Consoante não há C, F, L, Q, V, W, X, Y nem Z; Há, porém o apóstrofo (‘) e o Hu.

## Amostra de texto
Aya'da aratbut katepi' eka'ta' on'pakpo ka'dik o'ne. Nog aratbut huadak o'nepo konigti opudomey huadak mo'e. Aya'da huadak eka' nopoe'dik o'ne kenpa'ti dakhuea' eka' nopoe'dik o'ne kenpa'ti konig huama'buytaj o 'tihuapokika' konigti nogomeytaj tihuapokika 'dik o'ne.
Português
Todos seres humanos nascem livres e iguais em dignidade e direitos. São providos de razão e consciência e devem agir uns em relação aos outros num espírito de fraternidade.
(Artigo 1 – Declaração Universal dos Direitos Humanos)